# Desnethé—Missinippi—Rivière Churchill
Circonscription électorale fédérale du Canada
Desnethé—Missinippi—Rivière Churchill (auparavant Rivière Churchill (1997-2004), (en) Desnethé—Missinippi—Churchill River) est une circonscription électorale fédérale canadienne dans la province de la Saskatchewan représentée depuis 1997. 

## Géographie
La circonscription est créée en 1996 sous le nom de Rivière Churchill ((en) Churchill River) à partir des circonscriptions de Prince Albert—Churchill River, Mackenzie et The Battlefords—Meadow Lake. En 2004, la circonscription prend son nom actuel.
En 2025, elle comprend la moitié nord de la province incluant les communautés de La Ronge, La Loche, Stanley (en), Pelican Narrows (en), Île-à-la-Crosse, Air Ronge (en), Lac la Ronge (en), Lac la Hache (en), Creighton, Chicken (en)
Elle est la troisième plus grande circonscription localisée dans une province au Canada après Churchill—Keewatinook Aski au Manitoba et Abitibi—Baie-James—Nunavik—Eeyou au Québec. Les trois circonscriptions des territoires, Yukon, Territoires du Nord-Ouest et Nunavut, ont une superficie plus grande.
Les circonscriptions limitrophes sont Territoires du Nord-Ouest, Churchill—Keewatinook Aski, Yorkton—Melville, Prince Albert, Sentier Carlton—Eagle Creek, Battlefords—Lloydminster, Lakeland et Fort McMurray—Cold Lake.

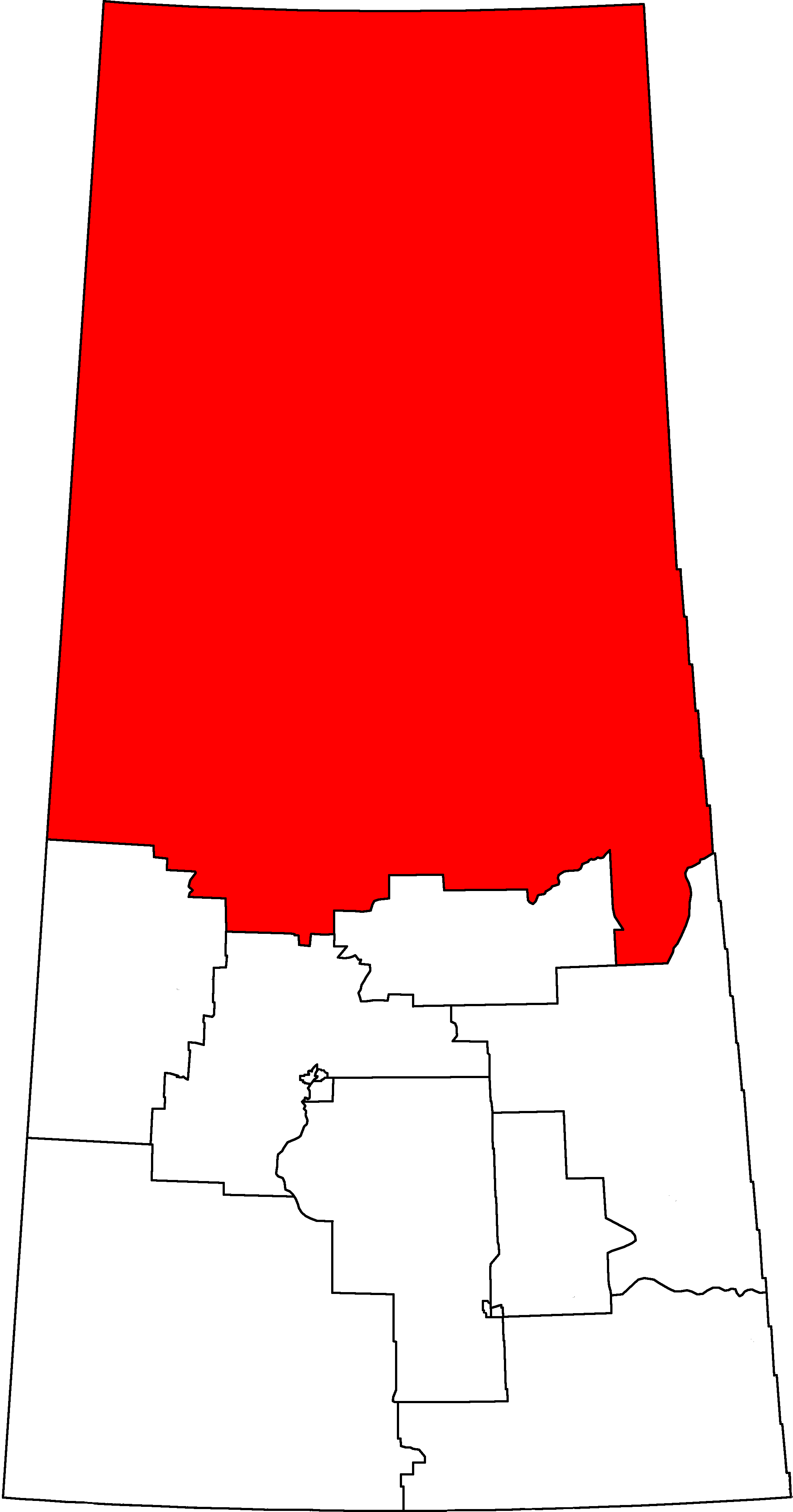
2013

## Députés
| Législature                                                                                        | Années                                                                                             | Député                                                                                             | Député                                                                                             | Parti politique                                                                                    |
| Rivière Churchill Issue de Prince Albert—Churchill River, Mackenzie et The Battlefords—Meadow Lake | Rivière Churchill Issue de Prince Albert—Churchill River, Mackenzie et The Battlefords—Meadow Lake | Rivière Churchill Issue de Prince Albert—Churchill River, Mackenzie et The Battlefords—Meadow Lake | Rivière Churchill Issue de Prince Albert—Churchill River, Mackenzie et The Battlefords—Meadow Lake | Rivière Churchill Issue de Prince Albert—Churchill River, Mackenzie et The Battlefords—Meadow Lake |
| -------------------------------------------------------------------------------------------------- | -------------------------------------------------------------------------------------------------- | -------------------------------------------------------------------------------------------------- | -------------------------------------------------------------------------------------------------- | -------------------------------------------------------------------------------------------------- |
| 36e                                                                                                | 1997-2000                                                                                          | | Rick Laliberte (en)                                                                                | NPD                                                                                                |
| 36e                                                                                                | 2000                                                                                               | | Rick Laliberte (en)                                                                                | Libéral                                                                                            |
| 37e                                                                                                | 2000-2004                                                                                          | | Rick Laliberte (en)                                                                                | Libéral                                                                                            |
| Desnethé—Missinippi—Rivière Churchill                                                              | | | | |
| 38e                                                                                                | 2004-2006                                                                                          | | Jeremy Harrison                                                                                    | Conservateur                                                                                       |
| 39e                                                                                                | 2006-2008                                                                                          | | Gary Merasty                                                                                       | Libéral                                                                                            |
| 39e                                                                                                | 2008                                                                                               | | Rob Clarke (en)                                                                                    | Conservateur                                                                                       |
| 40e                                                                                                | 2008-2011                                                                                          | | Rob Clarke (en)                                                                                    | Conservateur                                                                                       |
| 41e                                                                                                | 2011-2015                                                                                          | | Rob Clarke (en)                                                                                    | Conservateur                                                                                       |
| 42e                                                                                                | 2015-2019                                                                                          | | Georgina Jolibois                                                                                  | Néo-démocrate                                                                                      |
| 43e                                                                                                | 2019–2021                                                                                          | | Gary Vidal                                                                                         | Conservateur                                                                                       |
| 44e                                                                                                | 2021–2025                                                                                          | | Gary Vidal                                                                                         | Conservateur                                                                                       |
| 45e                                                                                                | 2025-en cours                                                                                      | | Buckley Belanger                                                                                   | Libéral                                                                                            |

## Résultats électoraux
|       | Candidat             | Parti        | # de voix | % des voix |
|       | (sortant) Rob Clarke | Conservateur | +09 105,  | 30,14 %    |
|       | Lawrence Joseph      | Libéral      | +10 237,  | 33,88 %    |
|       | Georgina Jolibois    | NPD          | +10 319,  | 34,15 %    |
|       | Warren Koch          | Vert         | +00552,   | 1,83 %     |
| Total | Total                | Total        | 30 213    | 100 %      |

|       | Candidat        | Parti        | # de voix | % des voix |
|       | (x) Rob Clarke  | Conservateur | +10 509,  | 47,93 %    |
|       | Gabe Lafond     | Libéral      | +01 144,  | 5,22 %     |
|       | Lawrence Joseph | NPD          | +09 715,  | 44,3 %     |
|       | George Morin    | Vert         | +00560,   | 2,55 %     |
| Total | Total           | Total        | 21 928    | 100 %      |

|       | Candidat       | Parti         | # de voix | % des voix |
|       | (x) Rob Clarke | Conservateur  | +08 964,  | 46,67 %    |
|       | David Orchard  | Libéral       | +05 816,  | 30,28 %    |
|       | Brian Morin    | NPD           | +03 412,  | 17,76 %    |
|       | George Morin   | Vert          | +00735,   | 3,83 %     |
|       | Rob Ballantyne | First Peoples | +00282,   | 1,47 %     |
| Total | Total          | Total         | 19 209    | 100 %      |